# Tomas Dimša
Tomas Dimša (Kaunas, 2 febbraio 1994) è un cestista lituano.

## Carriera
Con la Lituania ha disputato le Universiadi di Taipei 2017.

## Statistiche

### Eurolega
| Anno      | Squadra         | PG | PT | MP   | TC%  | 3P%  | TL%  | RP  | AP  | PRP | SP  | PP  |
| --------- | --------------- | -- | -- | ---- | ---- | ---- | ---- | --- | --- | --- | --- | --- |
| 2013-2014 | Žalgiris Kaunas | 15 | 3  | 15,3 | 39,6 | 40,9 | 72,7 | 1,6 | 0,6 | 0,2 | 0,1 | 3,7 |
| 2014-2015 | Žalgiris Kaunas | 10 | 0  | 6,7  | 29,2 | 0,0  | 0,0  | 0,9 | 0,7 | 0,2 | 0,0 | 1,4 |
| 2022-2023 | Žalgiris Kaunas | 36 | 7  | 15,8 | 38,3 | 34,2 | 72,2 | 1,1 | 0,9 | 0,5 | 0,1 | 5,9 |
| 2023-2024 | Žalgiris Kaunas | 33 | 4  | 17,9 | 42,0 | 38,1 | 68,2 | 1,5 | 1,7 | 0,4 | 0,1 | 6,4 |
| Carriera  | Carriera        | 94 | 14 | 15,5 | 39,5 | 36,0 | 69,0 | 1,3 | 1,1 | 0,4 | 0,1 | 5,2 |

## Palmarès
- Campionato lituano: 3

Žalgiris Kaunas: 2013-2014, 2014-2015, 2022-2023
- Coppa di Lituania: 4

Žalgiris Kaunas: 2015, 2022-2023, 2023-2024, 2024-2025
- FIBA Europe Cup: 1

Skyliners Francoforte: 2015-2016
- Lega Baltica: 1

Prienai: 2016-2017